# Municipio de Springfield (condado de Summit)
El municipio de Springfield (en inglés: Springfield Township) es un municipio ubicado en el condado de Summit en el estado estadounidense de Ohio. En el año 2010 tenía una población de 14 644 habitantes y una densidad poblacional de 376,86 personas por km².

## Geografía
El municipio de Springfield se encuentra ubicado en las coordenadas 41°0′23″N 81°26′19″O / 41.00639, -81.43861. Según la Oficina del Censo de los Estados Unidos, el municipio tiene una superficie total de 38.86 km², de la cual 37,98 km² corresponden a tierra firme y (2,26 %) 0,88 km² es agua.

## Demografía
Según el censo de 2010, había 14 644 personas residiendo en el municipio de Springfield. La densidad de población era de 376,86 hab./km². De los 14 644 habitantes, el municipio de Springfield estaba compuesto por el 95,88 % blancos, el 1,38 % eran afroamericanos, el 0,17 % eran amerindios, el 0,69 % eran asiáticos, el 0,31 % eran de otras razas y el 1,57 % eran de una mezcla de razas. Del total de la población el 0,93 % eran hispanos o latinos de cualquier raza.